# 塚本勝嘉

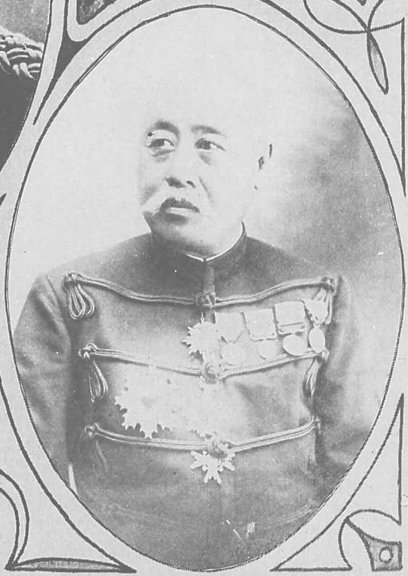
塚本勝嘉

塚本 勝嘉（つかもと かつよし、1847年12月27日（弘化4年11月20日） - 1912年1月15日）は、日本陸軍の軍人。最終階級は陸軍中将。男爵。幼名・琢磨。

## 経歴
大垣藩士・井道住右衛門の三男として生まれ、同藩士・塚本勝茂の養子となる。大垣藩小隊長として第2次長州征討に出征したが、同藩が新政府側となり戊辰戦争に従軍。1872年、陸軍少尉任官。第6番大隊付を経て、1874年4月、台湾出兵に従軍。熊本鎮台付を経て、1877年2月から10月まで西南戦争に出征した。
歩兵第4連隊大隊長、近衛歩兵第2連隊大隊長等を歴任し、日清戦争には歩兵第6連隊長として出征し、平壌や海城の戦いに参加した。陸軍大学校長、第6師団参謀長などを経て、1897年9月、陸軍少将に進級。義和団の乱及び日露戦争に歩兵第21旅団長として出征。日露戦争では、金州、南山などに転戦。1904年9月、陸軍中将となり、遼陽会戦で負傷した小川又次中将の後任として第4師団長に就任し、奉天会戦を戦った。その後、第9師団長を勤め、1908年12月に休職し、翌年11月20日、後備役となった。
1907年9月、男爵を叙爵し華族となる。

## 栄典
位階
- 1897年（明治30年）10月30日 - 正五位[2]
- 1902年（明治35年）12月10日 - 従四位[3]
- 1904年（明治37年）12月16日 - 正四位[4]
- 1907年（明治40年）12月27日 - 従三位[5]
- 1909年（明治42年）12月27日 - 正三位[6]
- 1912年（明治45年）1月16日 - 従二位[7]

勲章等
- 1889年（明治22年）11月29日 - 大日本帝国憲法発布記念章[8]
- 1893年（明治26年）11月29日 - 勲三等瑞宝章[9]
- 1895年（明治28年）10月18日 - 功四級金鵄勲章・旭日中綬章[10]
- 1901年（明治34年）7月19日 - 功三級金鵄勲章・勲二等旭日重光章[11]
- 1902年（明治35年）5月10日 - 明治三十三年従軍記章[12]
- 1905年（明治38年）11月30日 - 勲一等瑞宝章[13]
- 1906年（明治39年）4月1日 - 功二級金鵄勲章・旭日大綬章・明治三十七八年従軍記章[14]
- 1907年（明治40年）9月21日 - 男爵 [15]

外国勲章佩用允許
- 1901年（明治34年）12月5日 - オランダ王国：オランイエナソサイ勲章グロートオフィシール[16]
- 1903年（明治35年）
  - 3月9日 - 大清帝国：第二等第一竜宝星[17]
  - 12月21日 - イタリア王国：王冠第二等勲章[18]

## 親族
- 養嗣子 塚本浩次（陸軍法務官）